# Hendrik Persyn
Hendrik Persyn, ook Persijn, (Wingene 15 april 1857 – aldaar, 22 april 1933) was een Belgisch notaris en een Vlaamsgezind voorman.

## Levensloop
Hendrik Pieter Persyn was een zoon van de brouwer Ivo Persyn (1808-1891) en Anna Fraeyman (1822-1908). Hij trouwde in 1888 met Maria-Julia Coussens (1851-1943) en ze kregen verschillende kinderen.
Hij doorliep de humaniora aan het Sint-Jozefscollege in Tielt en werd er beïnvloed door de Blauwvoeterie.
Hij vervolgde met studies rechten aan de Katholieke Universiteit Leuven. Hij ontmoette er Albrecht Rodenbach, maar er groeide geen vriendschap tussen hen. Hij vond wel gelijkgezinden in Emiel Lauwers en Alfons Depla, met wie hij samenwerkte voor het studentenblad Kwaepenninck. Hij werd een van de opstellers van de jaarkalender Manneke uit de Mane. Hij maakte ook kennis en werd bevriend met Guido Gezelle, Lodewijk Scharpé en Hugo Verriest. Deze laatste nodigde hem uit om lid te worden van de semi-geheime Swighende Eede. Van daaruit lag hij mee aan de basis van de Oud-Hoogstudentenbond West-Vlaanderen. 
Persyn vestigde zich als notaris in Wingene en bleef actief in de Vlaamse Beweging. Toen priesters vanuit het bisdom verbod kregen om zich nog met Vlaamsgezinde publicaties in te laten, werd Persyn hoofdredacteur van De Vlaamsche Vlagge. Hij maakte er een tijdschrift van dat zich actief inzette voor de vernederlandsing van het onderwijs.
Nadat hij zich tijdens de Eerste Wereldoorlog voorzichtig had opgesteld, hernam hij de Vlaamse strijd. Hij werd voorzitter van de West-Vlaamse gouwbond van het Davidsfonds en bleef verder de Vlaamsche Vlagge beheren. Hij hield hiermee op in 1925 toen bisschop Waffelaert het Vlaams-nationalisme voor gelovigen verbood. Het belette hem niet deel te nemen aan bijeenkomsten van het Algemeen Katholiek Vlaams Studentenverbond (AKVS) en er het woord te nemen.

## Persyn en Guido Gezelle
Persyn had Gezelle goed gekend en ze waren vrienden geworden. Dit bleek onder meer toen Biekorf werd opgericht. Guido Gezelle vroeg toen om kopij te sturen, hetzij naar hem, hetzij naar Alfons Janssens in Sint-Niklaas, hetzij naar Hendrik Persyn in Wingene.
In februari 1890 werd in het gezin Persyn een zoon geboren, die de voornaam Godfried kreeg. Gezelle kreeg hierover bericht en stuurde een gelukwens in versvorm:
PROFICIAT PERSIJN
Proficiat, Persijn, dat 't groeie,
tot wezen kome en ga vooruit,
gelijk een Christ'ne moederbloeie
die uit een Vlaamschen vader spruit.
Toen Gezelle overleed, haalde Persyn een gedicht boven dat de Meester hem had toegestuurd. Het zong de lof van een bos, dat niet genoemd werd, maar zich waarschijnlijk in Wingene bevond. Het gedicht van dertig regels in vijf strofen, werd in 1902 gepubliceerd in de bundel Nagelaten gedichten onder de titel Zwart.
In de jaren negentientwintig werd Persyn, als lid van het hoofdbestuur van het Davidsfonds, een van de voornaamste promotoren voor de herdenking in 1930 van de honderdste geboortedatum van Guido Gezelle en vooral voor de oprichting van zijn standbeeld in Brugge.
Zelf schreef hij gedichten, meestal op bestelling bij bepaalde gelegenheden. Sommige werden gepubliceerd, onder meer in Biekorf. Anderzijds schreef hij ook artikels, zowel in dit tijdschrift als in Dietsche Warande en Belfort. Zijn bijdragen in Biekorf waren vaak zantingen of mengelmaren.

## Voetnoten
1. ↑   Wingene, Register van de burgerlijke stand, geboorteakte 54, 17 april 1857 en overlijdensakte 34, 22 april 1933.
2. ↑  volwaardig bestaan
3. ↑   bloesem